# Alan Koch
Alan Keith Koch (Durban, 30 aprile 1975) è un allenatore di calcio ed ex calciatore sudafricano, di ruolo centrocampista.

## Caratteristiche tecniche
Giocava come centrocampista centrale.

## Palmarès

### Allenatore

#### Competizioni nazionali
- USL Commissioner's Cup: 1

FC Cincinnati: 2018